# Megalomys desmarestii
Megalomys desmarestii és una espècie de mamífer rosegador actualment extint. Habitava l'illa de Martinica, al Carib. Era igual de gran que un gat. Fou un dels primers mamífers a extingir-se a començaments del segle xx. A finals del segle xix, s'intentà exterminar aquest animal, car era considerat una plaga per a les plantacions de cocoters.
El 8 de maig de 1902, el volcà del Mont Pelée entrà en erupció, arrasà completament tota la ciutat de Saint-Pierre i reduí considerablement la població de M. desmarestii, encara que es creu que la introducció de mangostes a l'illa fou la causa principal de la seva extinció.
Hi hagué observacions d'exemplars nedant mentre fugien de depredadors, suggerint que era un animal aquàtic, però no s'allunyà mai de l'illa.